# CYP11B3
Cyp11b3是大鼠的一个编码CYP450酶的基因，主要在大鼠新生儿的肾上腺表达，在成年大鼠的其它器官也有少量表达，主要作用是催化11-脱氧皮质酮（DOC）生成18-羟基-11-脱氧皮质酮（18-OH-DOC）
CYP11B3和CYP11B1、CYP11B2基因都位于大鼠染色体7q34上。